# Folco I d'Angiò
Folco, detto il Rosso, in francese Foulque Ier (ou Fulco) d'Anjou, dit le Roux (seconda metà del IX secolo – 942 circa), fu il primo Conte d'Angiò dal 930 al 942, ma prima fu visconte d'Angers (prima dell'898-930) e di Tours (prima del 905-909) e anche conte di Nantes (909-919).

## Origini
Secondo la Chronica de Gestis Consulum Andegavorum, Chroniques d'Anjou, era figlio del visconte d'Angers, di Tours e d'Orléans, Ingelger e della moglie, che secondo la Historia Comitum Andegavorum, Chroniques d'Anjou, si chiamava Aelindis, nipote dei fratelli, Rursus Adelardus e Raymo, con incarichi ad Angers e a Tours (Rursus Adelardus et Raymo ambo germani fratres, Turonensium et Andegavensium pontifices, neptem suam Aelindis), mentre, per la Chronica de Gestis Consulum Andegavorum, Chroniques d'Anjou, la moglie di Ingelger si chiamava Adele ed era l'unica figlia Goffredo, signore di Château-Landon e del Gâtinais (Landonensis castri sive Gastinensis pagi consul nomine Gaufredus…filiam unicam habens, nomine Adelam), che ereditò tutte le proprietà del padre, senza eredi maschi. La paternità di Ingelger è confermata anche dai Gesta Consulum Andegavensium.
Ingelger, sempre secondo la Chronica de Gestis Consulum Andegavorum, Chroniques d'Anjou, era figlio del nobile Tertullo (Tertullus nobilem dux) e di Petronilla, figlia di un duca di Borgogna della famiglia dei Guelfi. La paternità di Tertullo è confermata anche dai Gesta Consulum Andegavensium.

## Biografia
Folco si trova citato nel documento n° V della Bibliothèque de l'Ecole des Chartes, Tome XXX (1869), Pièces Justificatives, redatto a Tours, nell'aprile 886, regnante Carlo il Grosso, ed inerente alla restituzione di una proprietà al monastero di San Martino di Tours, che Folco controfirmò assieme ad altri nobili.
La Historia Comitum Andegavorum, Chroniques d'Anjou, ricorda che Ingelger fu soggetto ad una malattia polmonare (focositatem, phthisim et hydropisim), che, nell'888, lo portò alla morte e, nelle proprietà, gli succedette il figlio, Folco detto il Rosso.
Folco, secondo le Chroniques des comtes d´Anjou par Marchegay et Salmonè viene ancora citato, nell'891, senza alcun titolo.
Verso l'898, Folco fu riconosciuto visconte d'Angiò, in quanto il 28 settembre di quell'anno controfirmò un documento, con il titolo di visconte, e poi un altro il 22 maggio 899 e un altro ancora il 13 settembre 900.
Verso il 905 ottenne anche la viscontea di Tours, in quanto il 5 luglio di quell'anno controfirmò un documento, con il titolo di visconte d'Angiò e di Tours (Fulconis Turonorum et Andecavorum vicecomitis).
Infine, verso il 909, Folco ottenne il titolo di conte d'Angiò, in quanto il 30 ottobre di quell'anno controfirmò un documento, con il titolo di visconte d'Angiò e di Tours (Domni Fulconis Andecavorum comitis, Tedbaldi Turonorum vicecomitis) (la viscontea di Tours era stata concessa a Tebaldo il Vecchio).
Il titolo di conte però non gli venne riconosciuto, infatti in un documento del 13 novembre 912, firmò senza alcun titolo, mentre, in un documento dell'agosto 924, si firmò col titolo di visconte.
Infine con le due donazioni in suffragio del padre Ingelger, del figlio Ingelger, del suocero Guarniero e della suocera Tescende, fatte assieme alla moglie Rosalia ed ai figli maschi Guido e Folco, tra il 929 ed il 930, si cita come conte di Angiò: il primo documento è il n° XXXIII del Cartulaire noir de la cathédrale d'Anger, ed il secondo documento è il n° CLXXVII del Cartulaire de l'abbaye de Saint-Aubin d'Angers, Tome I. Pare che il titolo di conte gli fu definitivamente riconosciuto solo nel 930, quando il suo signore, duca dei Franchi e conte di Parigi, Ugo il Grande, gli attribuì tale titolo in uno dei suoi documenti.
Durante questo periodo, dopo la morte (907) del re di Bretagna, Alano I il Grande, a Folco fu data la contea di Nantes, con l'incarico di combattere sia i Vichinghi che i Bretoni, come risulta dai Gesta Consulum Andegavensium.
Nantes venne conquistata dai Vichinghi, nel 914, e Folco rinunciò ai suoi diritti, nel 919.
Negli anni in cui Folco condusse la contea, cercò di ampliarla a spese del ducato d'Aquitania. Folco è citato in un documento, per l'ultima volta, nell'agosto del 941, assieme al figlio, Folco il Buono.
Non si conosce la data esatta della morte di Folco I, ma si può presumere tra il 941 e il 942, comunque, secondo la Chronica de Gestis Consulum Andegavorum, Chroniques d'Anjou, morì in tarda età dopo una sana vecchiaia e fu tumulato, accanto a suo padre, nella chiesa di Saint-Martin a Châteauneuf-sur-Sarthe.
Gli succedette il figlio terzogenito, Folco il Buono.

## Matrimonio e discendenza
Folco il Rosso aveva sposato Rosalia di Loches, originaria della Turenna, che era figlia di Guarniero (Warnerius), signore di Loches e di altri due castelli, come ci confermano sia la Chronica de Gestis Consulum Andegavorum, Chroniques d'Anjou, la Historia Comitum Andegavorum, Chroniques d'Anjou e i Gesta Consulum Andegavensium e di Tescende ed ebbero cinque figli:
- Ingelger ( † prima del 929[26], probabilmente ucciso in combattendo, nel 927, dai Vichinghi).
- Guido (Widdo)[26] ( † ca. 970), canonico di San Martino di Tours[27], poi vescovo[27] di Soissons dal 937 al 970
- Folco il Buono[26] ( † 958), conte d'Angiò
- Rosalia ( † ca. 950). La paternità di Rosalia viene confermata sia dallo storico francese, Arthur de La Borderie[28], che dallo storico bretone, Guy Alexis Lobineau[29]. Ambedue le fonti confermano che andò sposa al duca di Bretagna, Alano II Barbariccia[28][29], ed anche che al marito non diede figli[28][29] e che morì verso il 950
Secondo il Lobineau Rosalia fu data in moglie ad Alano Barbatorta per porre termine alle dispute che Folco I ed Alano stavano avendo per i territori di confine tra Angiò e Bretagna: la soluzione col matrimonio Rosalia portava in dote i territori contesi[29], deducendo che l'età di Rosalia doveva essere già avanzata, in quanto i suddetti territori, alla morte di Rosalia senza discendenti sarebbero tornati all'Angiò[29]. Infine ambedue gli storici sostengono che la vita familiare di Rosalia non fu molto felice in quanto il marito continuò a frequentare l'amante di nome Giuditta che gli aveva dato due figli maschi[28][29]
- Adele, che secondo le Europäische Stammtafeln[30], vol III, pag 657 (non consultate), sposò il conte di Valois, Gualtiero I del Vexin[31].

## Ascendenza
|                 |   |            | Genitori |  |  | Nonni    |  |  | Bisnonni |  |
|                 |   |            |          |  |  | Tertullo |  |  | Torquato |  |
|                 |   |            |          |  |  | Tertullo |  |  | Torquato |  |
|                 |   | …          |          |  |  | Tertullo |  |  |          |  |
| Ingelger        |   |            |          |  |  | Tertullo |  |  |          |  |
|                 |   | Petronilla | …        |  |  |          |  |  |          |  |
|                 |   | Petronilla | …        |  |  |          |  |  |          |  |
|                 |   | Petronilla | …        |  |  |          |  |  |          |  |
| Folco I d'Angiò |   | Petronilla |          |  |  |          |  |  |          |  |
|                 | … | …          |          |  |  |          |  |  |          |  |
|                 | … | …          |          |  |  |          |  |  |          |  |
|                 | … | …          |          |  |  |          |  |  |          |  |
| Aelindis        | … |            |          |  |  |          |  |  |          |  |
|                 |   | …          | …        |  |  |          |  |  |          |  |
|                 |   | …          | …        |  |  |          |  |  |          |  |
|                 |   | …          | …        |  |  |          |  |  |          |  |
|                 |   | …          |          |  |  |          |  |  |          |  |

### Fonti primarie
- (LA)  [(LA)  Bibliothèque de l'Ecole des Chartes, Tome XXX.
- (LA)  Chroniques des comtes d´Anjou par Marchegay et Salmon.
- (LA)  Cartulaire noir de la cathédrale d'Anger.
- (LA)  Rerum Gallicarum et Francicarum Scriptires, tomus IX.
- (LA)  Cartulaire de l'abbaye de Saint-Aubin d'Angers, tomus I.
- (LA)  Monumenta Germaniae Historica, Scriptores, tomus III.

### Letteratura storiografica
- Louis Halphen, "Francia: gli ultimi carolingi e l'ascesa di Ugo Capeto (888-987)", cap. XX, vol. II in Storia del Mondo Medievale, 1999, pp. 636–661.
- Allen Mawer, "I vichinghi", cap. XXIII, vol. II (L'espansione islamica e la nascita dell'Europa feudale) della Storia del Mondo Medievale, 1999, pp. 734–769.
- (LA)  Marchegay, P. e Salmon, A., Chroniques d'Anjou Tomo I.
- (FR)  Histoire de Bretagne, de l'année 754 a l'année 995 di Arthur Le Moyne de La Borderie.
- (FR)  Lobineau, G. A. (1707) Histoire de Bretagne (Paris), Tome I.